# Un filo nel passato
Un filo nel passato (Nowhere Man) è una serie televisiva statunitense in 25 episodi trasmessi per la prima volta nel corso di una sola stagione dal 1995 al 1996.

## Trama
Un fotoreporter di nome Thomas Veil dopo aver lasciato il bagno, mentre è a cena con la moglie in un ristorante, torna al tavolo e scopre che la sua vita è stata "cancellata". Sua moglie non lo riconosce e vive con un altro uomo. La carta di credito non funziona più. Il suo migliore amico è morto. Sua madre è stata da poco colpita da un ictus e non è in grado di confermare la sua esistenza. Nel corso di una sola serata, ogni traccia di identità di Tom è stata cancellata.
Tom crede che la sua "cancellazione" è legata a una fotografia che ha scattato un anno prima, chiamata "Hidden Agenda". La foto raffigura quattro uomini impiccati in Sud America da quelli che sembrano essere soldati americani. Tom ha del suo passato solo brandelli di prove e i negativi di quella fotografia. Una misteriosa "organizzazione" (come viene chiamata durante la serie, dal momento che il suo nome è sconosciuto) si mette segretamente alle calcagna di Tom alla ricerca dei negativi. La serie ruota attorno ai tentativi di Tom di ottenere indietro la sua vita cercando di saperne di più sull'organizzazione, pur cercando di mantenere in cassaforte i negativi.
Alla fine si scopre che Tom era stato catturato dall'organizzazione prima degli eventi del primo episodio della serie e che tutti i suoi ricordi della sua vita, compreso il suo matrimonio e anche il suo nome, gli erano stati impiantati come parte di un lavaggio del cervello sperimentale noto come Project Marathon. Viene a sapere che egli è in realtà un agente segreto del governo dal nome in codice "Gemini" e che fa parte di una task force segreta chiamata "House Heritage", che è stata formata per indagare sull'Organizzazione e sul progetto Marathon. Scopre anche che la sua copia della fotografia "Hidden Agenda", così come i suoi ricordi di averla scattata, sono stati alterati, e che il negativo originale mostra che i quattro uomini linciati sono in realtà senatori degli Stati Uniti assassinati da parte dell'organizzazione. Nell'episodio finale Tom visiona un filmato, che era stato in possesso dell'FBI, che spiega finalmente tutto.

## Personaggi
- Thomas Veil (25 episodi, 1995-1996), interpretato da	Bruce Greenwood.
- Alyson Veil (4 episodi, 1995-1996), interpretata da	Megan Gallagher.
- Bouncer (3 episodi, 1995-1996), interpretato da	Marvin LaRoy Sanders.
- detective Coleman (2 episodi, 1995-1996), interpretato da	Sam A. Mowry.
- sceriffo Wilkes (2 episodi, 1996), interpretato da	George Gerdes.
- Mrs. Veil (2 episodi, 1995), interpretata da	Mary Gregory.
- Larry (2 episodi, 1995-1996), interpretato da	Murray Rubinstein.
- Monk (2 episodi, 1995-1996), interpretato da	Tobias Anderson.
- Earl (2 episodi, 1995-1996), interpretato da	Don Burns.
- maggiore Deward (2 episodi, 1995-1996), interpretato da	Geof Prysirr.
- Alex (2 episodi, 1995-1996), interpretato da	Joe Cronin.
- Don (2 episodi, 1996), interpretato da	Brian Boe.
- Joe 'J.C.' Carter (2 episodi, 1995-1996), interpretato da	Jay Arlen Jones.
- Cindy (2 episodi, 1995-1996), interpretato da	Tracey LeRich.
- Ames (2 episodi, 1995-1996), interpretato da	Ted Roisum.
- Man with Gun (2 episodi, 1995-1996)
- Gino (2 episodi, 1995), interpretato da	Steve Restivo.
- Ringo (2 episodi, 1995-1996), interpretato da	Jim Garcia.
- Alexander Hale (2 episodi, 1996), interpretato da	Robin Sachs.
- dottor Bellamy (2 episodi, 1995), interpretato da	Michael Tucker.

## Produzione
La serie, ideata da Lawrence Hertzog, fu prodotta da Touchstone Television e girata nell'Oregon. Le musiche furono composte da Mark Snow. 
Il creatore della serie Larry Hertzog riconobbe l'influenza di Il prigioniero e di Il fuggiasco nel concept della serie. Somiglianze possono essere trovate anche con The Manchurian Candidate, Intrigo internazionale, I tre giorni del Condor, X-Files e la serie televisiva del 1967 Coronet Blue.

### Registi
Tra i registi della serie sono accreditati:
- Steve Stafford (4 episodi, 1996)
- Ian Toynton (3 episodi, 1995-1996)
- James Whitmore Jr. (3 episodi, 1995-1996)
- Michael Levine (2 episodi, 1995-1996)
- Tobe Hooper (2 episodi, 1995)
- Guy Magar (2 episodi, 1995)
- Thomas J. Wright (2 episodi, 1995)
- Reza Badiyi (2 episodi, 1996)

## Distribuzione
La serie fu trasmessa negli Stati Uniti dal 1995 al 1996 sulla rete televisiva UPN. In Italia è stata trasmessa su RaiTre da giugno del 1998 con il titolo Un filo nel passato.
Alcune delle uscite internazionali sono state:
- negli Stati Uniti il 28 agosto 1995 (Nowhere Man)
- nel Regno Unito il 3 ottobre 1995
- in Perù il 12 aprile 1997
- in Francia il 19 aprile 1997 (L'homme de nulle part)
- in Finlandia il 11 maggio 1997 (Mennyt elämä)
- in Germania il 28 giugno 1997 (Nowhere Man - Ohne Identität)
- in Portogallo il 30 giugno 1997 (Um Homem Sem Passado)
- in Estonia (Minevikuta mees)
- in Ungheria (Neve: Senki)
- in Spagna (Sin identidad)
- in Italia (Un filo nel passato)

## Episodi
| Stagione       | Episodi | Prima TV USA |
| -------------- | ------- | ------------ |
| Prima stagione | 25      | 1995-1996    |